# İnegöl Belediyesi
İnegöl Belediyesi – turecki męski klub siatkarski, powstały w 1981 r. w Bursie.

## Bilans sezonów
| Sezon     | Rozgrywki ligowe | Rozgrywki ligowe | Puchar Turcji | Puchary europejskie |
| Sezon     | Poziom           | Miejsce          | Puchar Turcji | Puchary europejskie |
| --------- | ---------------- | ---------------- | ------------- | ------------------- |
| 2013/2014 | Efeler Ligi      | 10. miejsce      |               |                     |
| 2014/2015 | Efeler Ligi      | 10. miejsce      | ćwierćfinał   |                     |
| 2015/2016 | Efeler Ligi      | 8. miejsce       |               |                     |
| 2016/2017 | Efeler Ligi      | 6. miejsce       | półfinał      |                     |
| 2017/2018 | Efeler Ligi      | 9. miejsce       | półfinał      |                     |
| 2018/2019 | Efeler Ligi      | 9. miejsce       | 1/8 finału    |                     |

Poziom rozgrywek:
     pierwszy poziom

## Kadra

### Sezon 2020/2021
| Nr | Imię i nazwisko       | Data ur. | Wzrost | Pozycja      |
| -- | --------------------- | -------- | ------ | ------------ |
| 1  | Ahmet Emre Çetinkaya  | 1999     | 203    | atakujący    |
| 4  | Ahmetcan Büyükgöz     | 2000     | 195    | przyjmujący  |
| 5  | Osmany Uriarte Mestre | 1995     | 197    | przyjmujący  |
| 6  | Mehmet Almaz          | 1984     | 198    | środkowy     |
| 9  | Berkün Eber Üstündag  | 2001     | 185    | rozgrywający |
| 10 | Caner Çiçekoğlu       | 1985     | 190    | rozgrywający |
| 12 | Bertuğ Öndeş          | 1996     | 200    | środkowy     |
| 13 | Ahmet Arslan          | 1990     | 202    | środkowy     |
| 14 | Nikoła Ǵorǵiew        | 1988     | 196    | atakujący    |
| 17 | Caner Dengin          | 1987     | 188    | libero       |
| 18 | Dmitrii Bahov         | 1990     | 197    | przyjmujący  |

### Sezon 2019/2020
| Nr | Imię i nazwisko                   | Data ur. | Wzrost | Pozycja      |
| -- | --------------------------------- | -------- | ------ | ------------ |
| 3  | Berkan Bozan                      | 1991     | 194    | rozgrywający |
| 4  | Fredric Gustavsson                | 1991     | 197    | atakujący    |
| 5  | Osmany Uriarte Mestre             | 1995     | 197    | przyjmujący  |
| 6  | Oğuzhan Doğruluk                  | 1998     | 198    | przyjmujący  |
| 7  | Efe Er                            | 1997     | 194    | przyjmujący  |
| 8  | Bertuğ Öndeş                      | 1996     | 200    | środkowy     |
| 9  | Mert Nevzat Güneş                 | 1995     | 195    | przyjmujący  |
| 10 | Turgay Doğan (do 28.12.2019)      | 1984     | 190    | przyjmujący  |
| 11 | Özgür Türkmen                     | 1998     | 190    | przyjmujący  |
| 12 | Burakhan Tosun                    | 1998     | 203    | środkowy     |
| 13 | Ali Berke Sağır                   | 1993     | 203    | atakujący    |
| 14 | Aleksandr Kowalow (do 28.12.2019) | 1988     | 194    | atakujący    |
| 15 | Can Ayvazoğlu                     | 1979     | 190    | libero       |
| 17 | Cüneyt Dagci                      | 1985     | 209    | środkowy     |
| 18 | Vefa Yılmaz                       | 1982     | 186    | rozgrywający |
| 20 | Emre Tayaz                        | 1998     | 206    | środkowy     |

### Sezon 2018/2019
| Nr | Imię i nazwisko      | Data ur. | Wzrost | Pozycja      |
| -- | -------------------- | -------- | ------ | ------------ |
| 1  | Burak Hazırol        | 1991     | 180    | libero       |
| 2  | Steven Marshall      | 1989     | 193    | przyjmujący  |
| 3  | Berkan Bozan         | 1991     | 194    | rozgrywający |
| 4  | Vojin Ćaćić          | 1990     | 203    | przyjmujący  |
| 7  | Cansın Hacıbekiroğlu | 1987     | 202    | środkowy     |
| 8  | Rolando Cepeda       | 1989     | 198    | atakujący    |
| 9  | Kemal Kıvanç Elgaz   | 1986     | 200    | przyjmujący  |
| 10 | Cansın Çınar         | 1990     | 197    | środkowy     |
| 11 | Hüseyin Koç          | 1979     | 197    | rozgrywający |
| 14 | Berkay Bayraktar     | 1997     | 190    | libero       |
| 15 | Efe Er               | 1997     | 194    | przyjmujący  |
| 16 | Gert van Walle       | 1987     | 197    | atakujący    |
| 17 | Cüneyt Dagci         | 1985     | 209    | środkowy     |

### Sezon 2017/2018
| Nr | Imię i nazwisko      | Data ur. | Wzrost | Pozycja      |
| -- | -------------------- | -------- | ------ | ------------ |
| 1  | Berkay Bayraktar     | 1997     | 190    | libero       |
| 2  | Gökhan Çatal         | 1990     | 190    | rozgrywający |
| 4  | Siarhiej Antanowicz  | 1986     | 197    | przyjmujący  |
| 5  | İbrahim Başaran      | 1985     | 204    | środkowy     |
| 6  | Mehmet Almaz         | 1984     | 198    | środkowy     |
| 7  | Cansın Hacıbekiroğlu | 1987     | 202    | środkowy     |
| 8  | Gazmend Husaj        | 1987     | 200    | przyjmujący  |
| 9  | Anil Tokat           | 1988     | 198    | przyjmujący  |
| 11 | Cansın Çınar         | 1990     | 197    | środkowy     |
| 12 | Ayhan Tunç           | 1993     | 198    | atakujący    |
| 13 | Niels Klapwijk       | 1985     | 200    | atakujący    |
| 14 | Ceyhun Tendar        | 1987     | 187    | rozgrywający |
| 17 | Mustafa Kırıcı       | 1982     | 194    | przyjmujący  |
| 19 | Caner Dengin         | 1987     | 188    | libero       |

### Sezon 2016/2017
| Nr | Imię i nazwisko       | Data ur. | Wzrost | Pozycja      |
| -- | --------------------- | -------- | ------ | ------------ |
| 1  | Salih Özdemir         | 1993     | 190    | atakujący    |
| 2  | Gökhan Çatal          | 1990     | 190    | rozgrywający |
| 3  | Mehmet Almaz          | 1984     | 198    | środkowy     |
| 4  | Cansın Çınar          | 1990     | 197    | środkowy     |
| 5  | İbrahim Başaran       | 1985     | 204    | środkowy     |
| 6  | Ayhan Tunç            | 1993     | 198    | atakujący    |
| 7  | Beytullah Hatipoğlu   | 1992     | 192    | libero       |
| 8  | Gazmend Husaj         | 1987     | 200    | przyjmujący  |
| 9  | Caner Demirci         | 1982     | 195    | przyjmujący  |
| 10 | Caner Ekrem Cicekoglu | 1985     | 190    | rozgrywający |
| 11 | Özer Özger            | 1983     | 190    | libero       |
| 13 | Niels Klapwijk        | 1985     | 200    | atakujący    |
| 15 | Görkem Sertel         | 1992     | 210    | środkowy     |
| 16 | Dmitrii Bahov         | 1990     | 197    | przyjmujący  |
| 17 | Cansın Hacıbekiroğlu  | 1987     | 202    | środkowy     |

### Sezon 2015/2016
| Nr | Imię i nazwisko      | Data ur. | Wzrost | Pozycja      |
| -- | -------------------- | -------- | ------ | ------------ |
| 1  | Aslan Ekşi           | 1989     | 193    | rozgrywający |
| 3  | Ersin Durgut         | 1982     | 208    | atakujący    |
| 4  | Ernardo Gómez        | 1982     | 195    | atakujący    |
| 5  | Faik Yaz             | 1984     | 200    | przyjmujący  |
| 6  | Mehmet Almaz         | 1984     | 198    | środkowy     |
| 7  | Emin Yolver          | 1986     | 204    | środkowy     |
| 8  | Gazmend Husaj        | 1987     | 200    | przyjmujący  |
| 10 | Özer Özger           | 1983     | 190    | libero       |
| 11 | Rahmi Çağlar Aksoy   | 1984     | 198    | rozgrywający |
| 13 | Görkem Sertel        | 1992     | 210    | środkowy     |
| 15 | Cansın Hacıbekiroğlu | 1987     | 202    | środkowy     |
| 16 | Kerem Can Acar       | 1992     | 190    | przyjmujący  |
| 17 | Beytullah Hatipoğlu  | 1992     | 190    | przyjmujący  |
| 18 | Złatan Jordanow      | 1991     | 198    | przyjmujący  |

### Sezon 2014/2015
| Nr | Imię i nazwisko                | Data ur. | Wzrost | Pozycja      |
| -- | ------------------------------ | -------- | ------ | ------------ |
| 1  | Ashlei de Menezes Tanios Nemer | 1980     | 192    | przyjmujący  |
| 2  | Raidel Romero Poey             | 1982     | 198    | atakujący    |
| 3  | Ersin Durgut                   | 1982     | 208    | atakujący    |
| 5  | Kert Toobal                    | 1979     | 189    | rozgrywający |
| 6  | Taner Kabakçı                  | 1989     | 202    | środkowy     |
| 7  | İsmail Dindar                  | 1994     | 191    | przyjmujący  |
| 8  | Özer Özger                     | 1983     | 190    | libero       |
| 10 | Firat Ezel Filiz               | 1988     | 198    | atakujący    |
| 11 | Rahmi Çağlar Aksoy             | 1984     | 198    | rozgrywający |
| 12 | Ismael Fernandez Luque         | 1988     | 194    | przyjmujący  |
| 13 | Görkem Sertel                  | 1992     | 210    | środkowy     |
| 14 | Kadir Akyıldız                 | 1996     | 190    | przyjmujący  |
| 15 | Cansın Hacıbekiroğlu           | 1987     | 202    | środkowy     |
| 16 | Esat Dalgıç                    | 1988     | 193    | przyjmujący  |
| 17 | Håkan Unsun                    | 1982     | 196    | środkowy     |